# Ordinariato Militar do Canadá
O Ordinariato Militar do Canadá (Latim:Ordinariatus Militaris Canadensis) é um ordinariato da Igreja Católica no Canadá. Está localizado na cidade de Ottawa, na província de Ontário. Foi fundada em 1951 pelo Papa Pio XII. O ordinariato possui 22 paróquias com dados de 2013.

## História
Em 17 de fevereiro de 1951 o Papa Pio XII cria o Ordinariato Militar do Canadá, porém os ordinários militares católicos serviram ao exército canadense desde 1939.

## Lista de ordinários
A seguir uma lista de bispos desde a criação da ordinariato em 1951.
|                                | Nome                           | Período                        | Notas                                          |
| Ordinários militares do Canadá | Ordinários militares do Canadá | Ordinários militares do Canadá | Ordinários militares do Canadá                 |
| ------------------------------ | ------------------------------ | ------------------------------ | ---------------------------------------------- |
| 4º                             | Scott McCaig, C.C.             | 2016                           |                                                |
| 3º                             | Donald Joseph Thériault        | 1998 - 2016                    | Ordinário militar emérito                      |
| 2º                             | André Vallée, P.M.E.           | 1987 - 1996                    | Nomeado bispo de Hearst                        |
| 1º                             | Francis John Spence            | 1986 - 1987                    |                                                |
| Vigários militares do Canadá   |                                |                                |                                                |
| 3º                             | Francis John Spence            | 1982 - 1986                    | Nomeado Ordinários militares desse ordinariato |
| 2º                             | Maurício Roy                   | 1946 - 1982                    | Também arcebispo de Québec entre 1947 - 1981   |
| 1º                             | Charles Leo Nelliga            | 1939 - 1945                    |                                                |